# 田雨時
田雨時（1904年—？年），名應春。吉林省扶餘縣人。民國37年（1948年）在吉林省選區當選第一屆立法委員

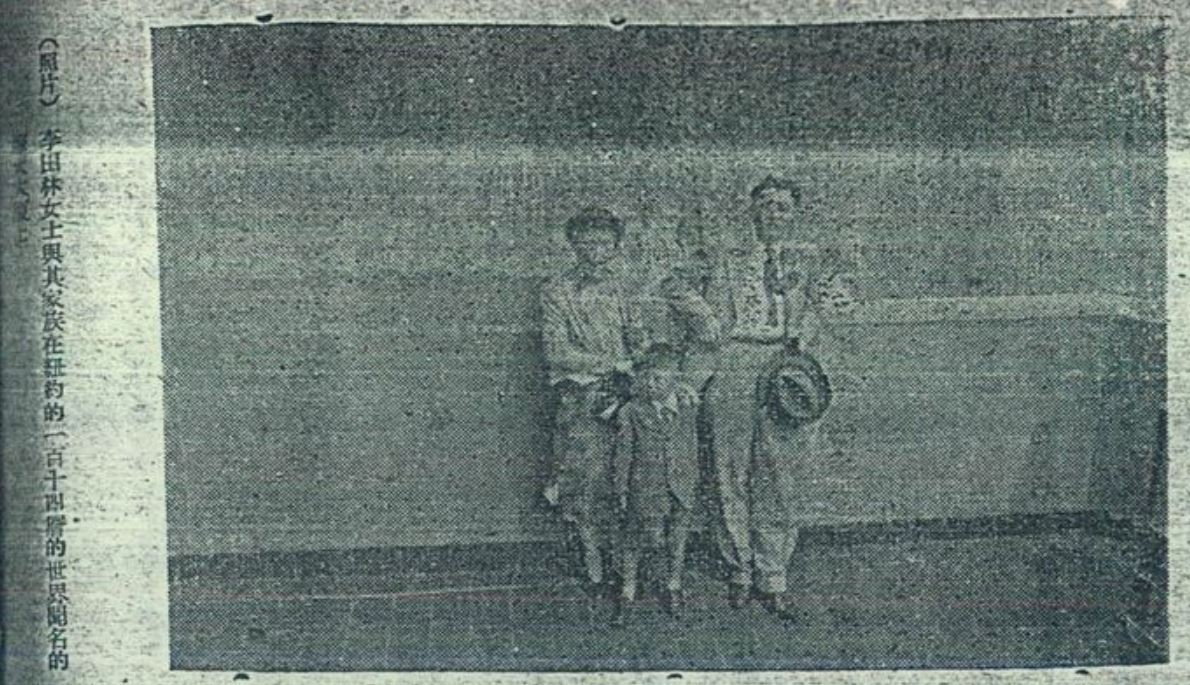
李田林女士與其家族在紐約的一百十四層的世界聞名的摩天大廈上

## 生平
- 北京法政專科學校、國立北平大學法學院畢業，軍委會委員長行營秘書、北平市政府參事
- 冀察政務委員會秘書[1]
- 張學良秘書[2]
- 國民政府行政院參議
- 中國政治建設學會總幹事
- 財政部參事
- 松江省政府委員、財政廳長
- 民國37年，當選立法委員[3]
- 糧食部常務次長
- 財政部常務次長
- 逃往巴西聖保羅，在當地開IKE餐館，并任巴西反共運動聯合委員會主席、中華文化復興運動委貝會巴西分會主委